# Kolová (Libavské Údolí)
Kolová (dříve Kagerava, německy Kogerau) je osada vzdálená necelé 2 km od města Kynšperk nad Ohří, je však součástí obce Libavské Údolí v okrese Sokolov v Karlovarském kraji.
Osada se nachází na okraji Slavkovského lesa jižně od soutoku Malé a Velké Libavy.
Český název dostala osada v roce 1947.
Osada se nachází v katastrální území Libavské Údolí.

## Historie
První písemná zmínka o Kolové pochází z roku 1355 kdy je zmiňována v konfirmačních knihách pražského arcibiskupství. V létech 1396 až 1399 je uváděna v soupisu leuchtenberských lén. Nacházel se zde, již zaniklý, rodový hrádek pánu z Kageru, doložený predikáty od poloviny 14. století. Vlastní vesnice vznikla kolem poplužního dvora, uváděného v kynšperském panství i Tereziánském katastru. Roku 1847 měla vesnice 30 domů a žilo v ní více než 240 obyvatel. Po zániku panské správy náležela ke Kamennému dvoru, součástí Libavského Údolí je od roku 1950.
Roku 1976 byla u severního okraje osady zahájena výstavba vojenských kasáren. Dokončení objektů bylo ukončeno roku 1983, kolaudace proběhla v roce 1985. Po listopadu 1989 byl vojenský útvar zrušen a objekty převedeny do užívání Vězeňské služby. Po rozsáhlých úpravách slouží jako věznice s označením Věznice Kynšperk nad Ohří.

## Pamětihodnosti
- Kager zaniklé hradiště a hrad (kulturní památka)